# Amphidocius schickae
Amphidocius schickae är en stekelart som beskrevs av Heydon och Boucek 1992. Amphidocius schickae ingår i släktet Amphidocius och familjen puppglanssteklar. Inga underarter finns listade i Catalogue of Life.